# 제1차 불런 전투
제1차 불런 전투(First Battle of Bull Run)는 1861년 7월 21일 하루 동안에 벌어진 전투다. 불런 전투는 북부에서 붙인 이름이며, 남부에서는 매너서스 전투라고 부른다.

## 배경
섬터 요새 공격으로 남북 전쟁이 시작된 이래 남북군은 매너서스에서 처음으로 본격적인 전투를 치렀다. 3일 전인 7월 18일에 블랙번에서 블랙번 전투가 있었지만, 양측이 사단급 규모로 붙은 전초전 성격이었고, 군단급 이상으로 본격적인 회전을 펼친 것이 이 불런(혹은 매너서스) 전투다.
불런 전투는 북군이 리치먼드를 곧장 점령하여 전쟁을 조기에 끝내버리겠다는 생각으로 준비한 전투였다. 4월 11일에 데이비스를 대통령으로 선출한 남부연맹이지만, 의회는 7월 20일에 소집예정이었고, 북부는 그 전에 전쟁을 끝내버릴 생각이었던 것이다. 이를 위해 북군은 3가지 전략을 수립하고 있었다.
- 워싱턴 D.C. - 매너서스 - 프레더릭스버그 - 리치먼드 축선으로 남부연맹의 수도 리치먼드를 곧장 점령한다
- 셰넌도어 계곡을 경유하여 켄터키주와 테네시주를 거쳐 남부의 조지아주를 점령한다.
- 남부의 전 해안선을 해상봉쇄하여 남부 경제의 숨통을 죄어 압박한다.

이중 첫 번째 전략을 위해 7월 16일 맥도웰 소장을 북버지니아군 사령관으로 임명하고 35,000명의 병력으로 리치먼드 공략을 위해 우선 매너서스를 점령하라고 한 것이다. 셰넌도어 계곡에는 패터슨 장군이 18,000여명의 병력으로 윈체스터에서 남군의 북진에 대비하게 하였다(패터슨은 자신이 상대해야 할 존스턴이 자기를 기만하고 불런 전투 현장으로 달려간 것을 불런 전투가 끝날때까지 까마득하게 모르고 아무런 대응조치를 취하지 않아 북군의 패배에 일조하였다).
남부의 독립과 공식 승인을 목적했던 남부연맹은 북부의 이런 전략에 대해 자연히 방어 위주 전략을 세우게 된다(나중에 등장하는 리는 공세 전략을 내세웠다). 존스턴 소장이 윈체스터의 북군을 견제하고, 불런 방면에는 보우리가드 준장에게 22,000명을 주어 대비하게 한 것이다.
북군은 리치먼드를 공략하기 위해, 남군은 그런 북군의 의도를 저지하기 위해 매너서스에서 서로 맞부딪히게 된 것이 1차 불런 전투이다.

## 진행 경과

### 7월 17일 ~ 18일 북군의 진격
어빈 맥도웰은 35,000여명의 병력을 이끌고 매너서스로 향했다. 매너서스는 워싱턴에서 서남쪽으로 25마일 지점으로, 3개의 철도가 교차하는 교통의 요지다. 이 매너서스와 워싱턴 사이에는 북서쪽에서 동남쪽으로 흐르면서 포토맥 강으로 흘러가는 불런 강이 있어서 중요한 방어지점이기도 했다. 7월 17일, 북군은 중간에 페어팩스를 점령했고, 7월 18일에는 센터빌을 무혈 점령한 후 불런 강으로 계속 진격했다. 불런 강에는 총 7개의 도섭지가 있는데, 북쪽에서 남쪽으로 서들리, 스톤브리지, 루이스, 볼스, 미첼, 블랙번, 맥클린, 아일랜드였다. 이 중에서 북군이 진격한 곳은 블랙번이었다. 북군은 다니엘 타일러 장군의 사단이었고, 사단 선봉대는 리처드슨 여단이었다.
남군의 보우리가드는 맥도웰이 센터빌에서 매너서스를 향한 가장 빠른 길인 블랙번으로 진격할 것으로 예측하고 휘하 부대를 배치했다. 블랙번에는 제임스 롱스트리트의 버지니아 여단과 밀레지 보넘의 사우스캐롤라이나 여단을, 1.5km 남쪽의 맥클린 도섭지에는 데이비드 존스 여단을 배치하고, 주벌 얼리 여단은 예비대가 되었다.
18일, 양군은 블랙번에서 최초로 교전을 벌였다. 이 전투에서 남군은 승리를 거두었지만, 북군보다 열세한 병력은 보우리가드를 고민스럽게 했다.

### 7월 19일 ~ 21일, 존스턴군의 이동
셰넌도어 계곡에서 북군의 패터슨과 대치하고 있던 존스턴에게 새벽 긴급 이동 명령이 내려졌다. 패터슨은 18,000명의 병력으로 윈체스터에 주둔하고 있었는데, 존스턴은 젭 스튜어트에게 패터슨을 기만하여 본대의 이동을 눈치채지 못하게 하라고 지시하고, 스톤월 잭슨 여단을 선두로 이른 아침, 매너서스로 병력을 빼돌리기 시작했다. 패터슨이나 맥도웰 모두 셰넌도어 계곡의 남군이 매너서스로 이동하리라고는 전혀 생각하지 않고 있었다. 패터슨은 존스턴의 병력이 자신보다 3배는 많을 것으로 추측해서 섣부리 움직이지 않았다. 존스턴은 그 점을 이용했다. 7월 19일 오후, 잭슨 여단은 매너서스에 도착했고, 7월 20일에 버나드 E. 비 여단과 프랜시스 S. 바토우 여단이 매너서스에 도착했다. 7월 21일 새벽, 아놀드 엘지 여단이 마지막으로 매너서스에 도착했다. 이로써 남군과 북군의 전력은 비슷해졌지만, 맥도웰은 천하태평이었다.

### 양측의 작전 계획
보우리가드는 다음과 같은 작전 계획을 수립했다.
- 남군의 좌익(북군 입장에서는 우익)이 먼저 공격을 개시하여 북군을 압박한다.
- 북군이 우익에 쏠리면, 그때 남군 우익이 약해진 북군 좌익을 우회하여 퇴로를 차단하고 공격한다.

보우리가드의 작전 계획은 전형적인 포위 섬멸 전술이다. 양동 부대가 한 쪽을 공격하여 유인하면, 주력부대가 적의 약화된 지점을 공격하여 후방으로 돌아서 포위한다는 것이다. 그러나, 이 당시 보우리가드의 작전 계획은 위험한 요소가 많았다. 남군의 2/3가 우익에 집중된 반면, 먼저 공격을 개시하여 북군의 주력부대를 상대로 시간을 끌어야 할 좌익은 종심 배치가 되지 않아 자칫 뚫리기라도 하면 남군이 거꾸로 포위 섬멸당할 수 있었던 것이다. 게다가 북쪽 서들리 도섭지는 배치된 병력이 전혀 없어서 북군이 그쪽으로 우회하면 역시 남군이 포위되어 패할 수도 있었다. 그러나 보우리가드는 맥도웰이 블랙번에만 집중할 것이라고 믿고 자신의 작전 계획을 그대로 실행에 옮겼다.
북군 맥도웰의 작전 계획
맥도웰은 7월 20일부터 갑자기 상황이 안좋아졌다. 섬터 요새 항복 후 3개월 기간으로 계약한 지원병 연대가 계약 기간이 끝났다면서 집으로 돌아간 것이다. 또 어떤 연대가 계약 만기를 이유로 적군 앞에서 집으로 돌아갈지 몰라 초조해진 것이다. 적정을 정탐한 멕도웰은 서들리 도섭지가 텅 비었다는 것을 알게 되었고, 이를 바탕으로 7월 20일 저녁, 예하 사단장 및 여단장들을 소집하여 다음과 같은 작전 계획을 하달했다.
- 타일러 사단은 스톤브리지와 남쪽 도섭지에서 양공을 한다.
- 데이비드 헌터 사단은 서들리에서 불런 강을 도하한다
- 사무엘 하인첼만 사단은 헌터 사단보다 남쪽에서 불런 강을 도하, 남군 좌익을 공격한다.

두 사람의 작전 계획은 사실상 똑같은 것이다. 두 사람 모두 상대방의 중앙과 좌익을 고착시키고 우익을 주력으로 하여 우회공격하는 것이다. 이때 맥도웰에게 셰넌도어 계곡의 존스턴군이 매너서스로 이동했다는 정보가 입수되었으나, 맥도웰은 이를 믿지 않았다.

### 7월 21일
먼저 움직인 것은 북군이었다. 그러나 처음부터 북군의 작전계획은 차질을 빚고 있었다. 선두부대로 지정된 타일러 사단의 출발이 1시간 이상 지연되었고, 주둔지에서 가장 멀리 떨어진 지점으로 가야 하는 하인첼만 사단과 헌터 사단의 출발이 타일러 사단보다 나중으로 지정되는 바람에 전체 작전 개시 시간이 예정보다 늦어졌던 것이다. 또 다른 문제는 북군 지휘관들이 중대급 이상 병력을 지휘해본 적이 없었고, 병사들도 신병과 지원병들이었다는 점으로, 새벽 2시에 출발하기로 되어 있었던 작전 계획이 제대로 수행되기를 기대하는 것은 무리였다. 결국 원래 새벽 5시 30분에 이미 서들리 도섭지를 건너 남군을 배후에서 공격해야 할 시점에 두 사단은 겨우 서들리로 향하는 도로 분기점에 도착했던 것. 도로를 벗어나자 길도 없어지고 숲속의 좁은 통로만 있었고, 병사들이 나무와 덩굴을 잘라 길을 개척하며 이동해야 했다. 타일러 사단은 예정보다 늦은 새벽 6시에 스톤브리지를 공격하게 되었다.

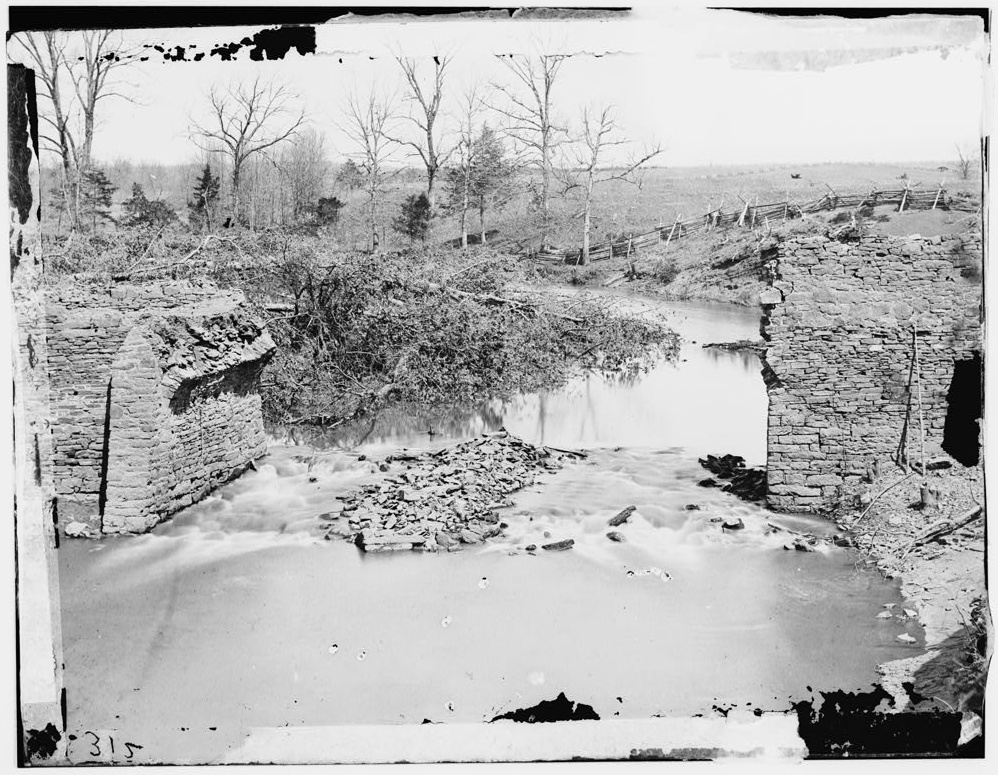
전투 후, 폐허가 된 스톤브리지

예정보다 한참 늦게 공격을 시작한 북군에 맞선 스톤브리지의 남군은 네이턴 에반스(Nathan Evans) 대령 휘하 보병 2개 대대, 기병 1개 중대, 대포 2문이 전부였다. 하지만 에반스 대령은 타일러 사단의 공격이 주공이 아니라고 느꼈고, 높은 고지에 관측소를 설치하여 북군의 동태를 정찰하게 했다. 타일러 사단이 공격을 개시했으나, 에반스 대령은 병력이 부족하기도 해서 대응하지 않았다. 이윽고 관측소에서 서들리로 향하는 북군 부대를 포착했다. 서들리에 남군이 없으므로, 에반스 대령은 그들이 주공이라고 직감하고 사령부로 지원을 요청하고는 자신은 스톤브리지 주둔 병력 2/3를 이끌고 서들리 도섭지 근처 매슈 고지로 향했다. 이때가 9시 30분이었다.
10시 15분, 북군 헌터 사단 소속 앰브로스 번사이드(Ambrose Burnside) 여단이 매슈 고지를 공격했다. 공격해오는 북군을 향해 에반스 대령은 1 루이지애나 대대를 돌격시켰다. 갑작스러운 남군의 돌격에 북군은 주춤하여 방어 태세로 돌아섰다. 남군이 대규모 부대가 있다고 착각한 것이었고, 에반스 대령이 노린 것도 그 점이었다.
11시, 남군의 증원부대가 매슈 고지에 도착했다. 블랙번에 있던 버나드 E. 비 여단과 바토우 장군의 조지아 2개 연대였다.이로써 남군은 2800여명의 병력으로 스톤브리지의 타일러 사단과 서들리에서 내려오는 헌터 및 하인첼만 사단을 상대해야 했다. 도착한 남군은 북군을 선제 공격하기 시작했다. 그러나 앞서서 있었던 전투때와 달리 수적 우세를 앞세우고 전열을 정비한 북군은 남군을 패퇴시켰고 매슈 고지를 제압했다. 헌터 사단에 뒤이어 하인첼만 사단이 공격에 합류하고, 윌리엄 테쿰세 셔먼이 지휘하는 여단도 스톤브리지를 도하하여 공격에 합류했다. 남군은 일제히 패주하여 보다 남쪽의 헨리 고지로 도망쳤다. 이때 북군은 자신들이 승리했다고 생각하여 추격을 멈추었다. 이것이 북군의 패배를 가져왔다.
11시 30분, 5개 연대로 구성된 잭슨 여단이 헨리 고지에 도착했다. 잭슨 여단은 원래 블랙번의 롱스트리트를 지원하기 위해 출동했다가 스톤브리지의 총성을 듣고 달려왔던 것이다. 잭슨은 도착 직후 부대를 헨리 고지 후방에 배치하였다. 전방에는 쫓겨온 남군이 급한대로 임시 혼성부대를 편성하여 자리를 잡았다. 아직 전투 중이던 남군 비(Bee) 장군이 이때 전사했고, 바토우도 근처에서 총탄을 입고 쓰러졌다. 바토우는 다음 날 죽었다.
12시 30분, 존스턴과 보우리가드가 헨리 고지에 도착하여 상황을 파악했다. 보우리가드는 오전 전투로 큰 피해를 입은 4 앨라배마 연대를 잭슨 여단 우측에 배치하고, 블랙번에 있던 남군부대들을 호출했다. 헨리 고지의 전투 지휘는 보우리가드가 하겠다고 나서서, 존스턴은 다시 후방으로 가서 이동 가능한 모든 부대를 헨리 고지로 보내기로 했다.
13시 30분, 전열 정비를 마친 북군이 헨리 고지를 공격하기 시작했다. 선봉은 셔먼 여단, 포터 여단이었고, 앤드류 포터는 중상을 입고 후송된 헌터를 대신하여 사단을 지휘했다. 하인첼만 사단은 헌터 사단 우측에 배치되어 같이 공격에 나섰다. 혼성부대는 북군의 공격을 저지할 수가 없었다. 리치먼드에서 바로 달려온 햄프턴이 지휘하는 사우스캐롤라이나 여단과 윌리엄 스미스의 49 버지니아 여단이 도착하여 지원함으로써 이 혼성부대는 겨우 정비할 수 있었다. 그러나 이 혼성부대는 2800여명의 병력으로 북군 3개 사단을 견제하며 남쪽 블랙번에 배치된 남군 주력부대가 도착할 수 있는 시간을 벌었고, 북군의 기습 공격 계획을 좌절시킨 것이다.
15시 경, 헨리 고지의 남군은 겨우 안정을 찾을 수 있었지만, 여전히 병력 수로 북군의 1/6에 불과했다. 북군 사령관 맥도웰은 포병대를 전방에 내세워 헨리 고지에 공격 준비 사격을 퍼부었고, 남군도 포병대를 동원, 대포병전을 수행했다. 양측 포병대 간의 거리는 약 300야드, 미터로 환산하면 대략 274m다. 공격 준비 후 맥도웰은 프랑스 경보병연대의 복장을 한 뉴욕 11 연대를 돌격시켰다. 여기서 맥도웰은 또 실수를 한 것이, 연대 단위로 축차투입을 한 것이다. 전 병력을 일제히 공격시켰으면 남군은 수적으로 불리했으므로 밀려날 수밖에 없었다. 그러나 맥도웰은 11 뉴욕 연대만 돌격시켰고, 13문의 포를 가진 잭슨 여단의 포병대가 일제히 고지 아래로 포격을 가했다. 남군은 11 뉴욕 연대를 어렵지 않게 막아낸 다음 반격을 시도했다. 스튜어트 기병대가 후퇴하는 11 뉴욕연대를 가로막고 섰고, 이 틈을 타 보병의 엄호를 받을 수 없게 된 북군 포병대를 잭슨 여단의 27 버지니아 연대, 33 버지니아 연대가 돌격하여 공격했다. 남군은 북군 그리핀 대위와 리켓츠 대위의 포 11문을 노획했고, 북군을 추격했다.

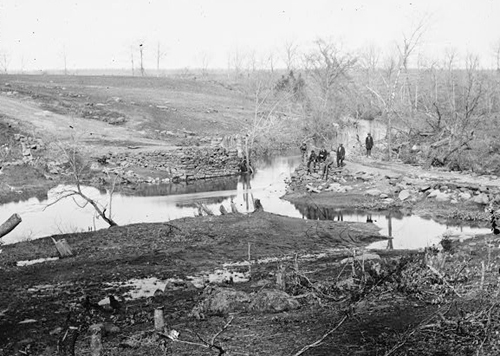
전투 후 폐허가 된 커브 강

맥도웰이 다시 병력 수의 우세함을 앞세워 남군의 돌격을 저지하는 데 성공했다. 맥도웰은 재공격을 지시했지만, 이번에도 연대 병력만 내보내 헨리 고지로 돌격시켰다. 서들리를 통해 북군의 증원군은 계속 도착하고 있었다. 셔먼 여단의 2 위스콘신 연대가 헨리 고지를 공격했다. 뒤이어 79 뉴욕연대 및 69 뉴욕 연대가 계속 공격을 가했다. 하지만, 이들도 모두 격퇴되었다.
북군의 전열에 혼란이 오기 시작한 것은 이때였다. 후퇴하는 병사들과 전진하는 병사들이 뒤섞여 지휘 통제가 제대로 되지 않기 시작했고, 많은 장교들도 쓰러져 혼란은 더욱 가중되었다. 하인첼만 사단장도 이 무렵 부상을 입고 전장에서 이탈해야 했다. 지휘관들이 없자 어찌해야 할지 모르는 병사들이 어지럽게 도망치기 시작했고, 이들을 바라보며 전선에 투입되는 증원군들의 사기도 떨어지기 시작했다. 마지막 증원군으로 도착한 올리버 하워드 대령의 여단도 이 물결에 휩쓸렸다. 하워드 대령의 여단은 강행군으로 인해 체력이 떨어진 상태에서 패잔병들의 모습을 보며 사기까지 떨어진 상태였다. 이 상태에서 잭슨의 동서인 얼리 여단과 새로 도착한 스미스 여단이 돌격하고, 스튜어트 기병대도 하워드 여단을 공격했다. 결국 하워드 여단도 지릴멸려하여 공황을 일으키며 패주하게 되었다. 우익의 하인첼만 사단이 무너지는 동안, 북군 좌익의 에라스무스 키이스 여단도 햄프턴의 사우스캐롤라이나 여단에 몰리는 중이었다.
북군 전체가 이제 공황을 일으켜 패주하기 시작했다. 남군도 북군을 추격하기 시작했으나, 지칠대로 지친 남군은 북군의 속도를 따라잡을 수 없었다. 서들리 도섭지와 스톤브리지를 건너 센터빌로 도망친 북군은 센터빌에 남아 있던 예비대 마일스 사단과 패잔병들을 수습하여 남군의 야습에 대비했다. 사실 존스턴과 보우리가드는 센터빌 공격도 생각했으나, 병사들이 하루 종일 몇 배의 적을 상대로 싸우느라 지친데다가 남쪽의 알렉산드리아 브리지에서 북군이 공격한다는 첩보를 입수하여 추격을 중단했다(나중에 이 첩보는 잘못된 것임이 드러났다). 저녁 7시경이었다. 남군은 섬터 요새 이후 최초의 대규모 전투에서 승리한 것이다.

## 의의 및 영향
결국 북군은 패하여 워싱턴으로 철수했다. 무엇보다 이 전투 한 번으로, 전쟁을 소풍놀이처럼 쉽게만 생각했던 북부의 분위기가 현실에 직면하게 되었다. 경제력도, 사람 수도 안되는 남부의 농사꾼들의 반란이니 간단하게 끝낼 수 있을 것이라 생각했던 분위기가 충격과 패배주의에 빠지게 되었고, 전쟁을 다시 한 번 생각하게 된 것이다. 이 전투에서 전투를 구경하기 위해 소풍을 나왔던 많은 북부인들이 후퇴하는 패잔병들과 패닉 상태에 빠져 워싱턴으로 도망친 일화는 전투 전 북부의 분위기와 전투 후 달라진 북부의 분위기를 대변하고 있다.

## 여담
- 남북 전쟁에서 남부와 북부가 서로 다른 이름으로 부르는 전투가 있다. 이 불런 전투를 비롯해서 10여 건의 전투를 서로 다른 이름으로 부르는데, 남군은 주로 도시나 큰 마을을 중심으로 명칭을 붙인 반면, 북군은 주로 격전지 주변의 강이나 산같은 자연 환경을 따라 명칭을 붙였다.
- 1861년 4월 당시 미국의 정규군은 남군 북군 구분없이 육군과 해군을 합쳐 모두 16,000명이었다.

## 같이 보기
- 남북 전쟁의 원인

## 참고 문헌
- 《남북전쟁, 새로운 자유의 탄생》, 박정기 저, (삶과꿈, 서울, 2002년)